# Lecanoderus ahlwarthi
Lecanoderus ahlwarthi är en skalbaggsart som beskrevs av Hermann Julius Kolbe 1907. Lecanoderus ahlwarthi ingår i släktet Lecanoderus och familjen Cetoniidae. Inga underarter finns listade i Catalogue of Life.